# 卡莉特·吉德里-怀特
卡莉特·吉德里-怀特（英語：Carlette Guidry-White，1968年9月4日—），旧姓吉德里（Guidry），美国女子田径运动员，主攻短跑。她曾代表美国参加1992年和1996年夏季奥林匹克运动会田径比赛，获得二枚金牌。